# Coupe d'Haïti
A Copa do Haiti ou Coupe d'Haïti (em francês), ou simplesmente  Super Huit (em francês) é um torneio de futebol entre clubes  do Haiti .  Sua primeira edição foi em 1927, onde o Violette Athletic Club sagrou-se primeiro campeão da história e sendo o maior campeão com 7 conquistas. O Tempête, o segundo maior campeão com 6 conquistas. Atualmente, o torneio se chama de Coupe Digicel - Super Huit por motivos de patrocinio.

## História
A Coupe d'Haïti, foi criada para ser uma competição a âmbito nacional, por isso, sua primeira edição foi organizada em 1927. O futebol no Haiti, não era muito profissional.
Sendo a segunda maior competição entre clubes de futebol do Haiti, é a competição mais antiga do país, afrente da Haiti Division 1 Ligue. Ao longo dos anos, a competição mudou varias vezes de nome na história do torneio. Ao todo, foram nove torneios em seus 89 anos de história, desde 1927 até os dias de hoje.
- Coupe Borno - 1927 a 1930 (4 edições)
- Coupe Vincent - 1932 a 1951 (9 edições)
- Coupe la Couronne - 1954 (1 edição)
- Coupe Vincent - 1954 a 1971 (5 edições)
- Coupe Solange Figaro - 1976 (1 edição)
- Coupe Caterpillar - 1978 (1 edição)
- Fraternité Léogâne - 1988 a 1989 (2 edições)
- Super Coupe d'Haïti - 1992 a 2010 (3 edições)
- Super Huit (Coupe Digicel) - 2006 a dias de hoje (12 edições até 2017)

Desde 2007, a competição é disputada por oito equipes no formato de Mata-mata, com final unica 

## Edições da Coupe d'Haïti

### Coupe Borno
- 1927 : Violette AC
- 1928 : Violette AC
- 1929 : Violette AC
- 1930 : Violette AC

Quatro edições.

### Coupe Vincent
- 1932 : Union des Sociétés Artibonitiennes (Gonaïves)
- 1937/38 : ASC (Cap-Haïtien)
- 1939 : Violette AC (Port-au-Prince)
- 1941 : RC Haïtien (Port-au-Prince)
- 1942 : Excelsior AC (Port-au-Prince)
- 1944 : RC Haïtien (Port-au-Prince)
- 1947 : Hatüey Bacardi Club (Port-au-Prince)
- 1950 : Excelsior AC (Port-au-Prince)
- 1951 : Violette AC (Port-au-Prince)

Nove edições.

### Coupe la Couronne
•1954 : Violette AC (Port-au-Prince)
Uma edição.

### Coupe Vincent (2º)
- 1954 : Victory SC (Port-au-Prince)
- 1960 : Aigle Noir AC (Port-au-Prince)
- 1962 : Victory SC (Port-au-Prince)
- 1970 : Victory Sportif Club (Port-au-Prince)
- 1971 : Victory Sportif Club (Port-au-Prince)

Cinco edições.

### Coupe Solange Figaro
- 1976 : Tempête 1-0  Baltimore SC

Uma edição.

### Coupe Caterpillar
- 1978 : Violette AC

Uma edição.

### Fraternité Léogâne
- 1988 : Tempête 2-1 AS Carrefour
- 1989 : Tempête 1-0 Racing des Gônaïves

Duas edições.

### Super Coupe d'Haïti
- 1992 :  Don Bosco Tempête
- 2005 : Tempête 2-1 Mirebalais
- 2010 :  Victory SC 1-0 AS Saint-Louis

Três edições.

### Super Huit (Coupe Digicel)
- 2006 :  Baltimore SC 1-1 RC Haïtien (5-4 pen)
- 2007 : Tempête 3-0 Zénith FC
- 2008 : Mirebalais 1-1  Baltimore SC  (4-3 nos penâltis)
- 2009 : ASC 2-1  Baltimore SC
- 2010/11 : Aigle Noir 2-0 Mirebalais
- 2011 : ASC 0-0 Tempête      (5-4 nos penâltis)
- 2012 : Tempête 2-0 FICA
- 2013 :  Baltimore SC 0-0 RC Haïtien  (5-4 nos penâltis)
- 2014 : América des Cayes 2-1 AS Mirebalais

Nove edições.

## Super Huit (Coupe Digicel)
Com o grande patrocinio na Ligue Haïtienne, desde de 2006 o grupo de comunicação mobile, a Digicel Group Haiti, passou a patrocinar a Coupe d'Haïti renomeando o torneio por Super Huit (Coupe Digicel). Dando uma alavancada nas duas competições local.

## Títulos por clube
| Clube             | Títulos                                             | Vices                 |
| ----------------- | --------------------------------------------------- | --------------------- |
| Violette AC       | 8 (1927, 1928, 1929, 1930, 1939, 1951, 1954 e 1978) |                       |
| Tempête           | 6 (1978, 1988, 1989, 2005, 2007 e 2012)             |                       |
| Victory SC        | 5 (1954, 1962, 1970, 1971 e 2010)                   |                       |
| ASC               | 3 (1937-38, 2009 e 2011)                            |                       |
| Baltimore SC      | 2 (2006 e 2013)                                     | 3 (1976, 2008 e 2009) |
| América des Cayes | 1 (2014)                                            |                       |
| Aigle Noir        | 1 (2010-11)                                         |                       |
| Don Bosco         | 1 (1992)                                            |                       |
| Mirebalais        | 1 (2008)                                            | 2 (2010-11 e 2014)    |
| Excelsior AC      | 1 (1950)                                            |                       |
| Hatüey            | 1 (1947)                                            |                       |
| Union dSA         | 1 (1932)                                            |                       |